# Gilles Marguet
Gilles Marguet (n. 3 decembrie 1967, Pontarlier, Franche-Comté⁠(d), Franța) este un biatlonist ce a reprezentat Franța, medaliat olimpic. A participat la o ediție a Jocurilor Olimpice (2002) în care a câștigat o medalie de bronz.